# Marquardo di Hildesheim
Marquardo di Hildesheim (... – Ebstorf, 2 febbraio 880) è stato un vescovo tedesco.
Fu il quinto vescovo della diocesi di Hildesheim, in carica dall'874 fino alla sua morte. Il nome Markward, attestato anche nelle varianti Marquard o Marqward, deriva dall'alto tedesco antico e significa "guardiano della frontiera" (mark = confine, wart = custode).

## Biografia
Marquardo fu nominato vescovo di Hildesheim nell'874, in un periodo di instabilità politica e costellato da incursioni vichinghe nei territori del regno franco orientale. Il 2 febbraio 880, Marquardo fu ucciso durante uno scontro armato contro un contingente normanno nei pressi di Ebstorf, in Sassonia. La battaglia, combattuta da un'alleanza di forze sassoni cristiane, si concluse con una pesante sconfitta per l'esercito locale.
Nello scontro persero la vita, oltre a Marquardo, anche:
- Teodorico, vescovo di Minden.
- Bruno di Sassonia, capostipite della dinastia ottoniana.
- Dodici conti: Wigmann, tre individui di nome Bardo, due di nome Theodoric, Gerrich, Liutolf, Folkward, Awan e Liuthar.
- Quattordici ufficiali e nobili minori, tra cui Bodo, Aderam, Alfuin, Addasta, due di nome Aida, Dudo, Wal, Halilf, Humildium, Adalwin, Werinhard, un terzo Thiotrich e Hilward.[3]

## Culto
Marquardo è venerato come santo e martire. La sua commemorazione ricorre il 2 febbraio, data della sua morte. Il culto si sviluppò localmente in ambito sassone, in quanto ritenuto caduto in difesa della fede cristiana contro le incursioni pagane.